# Berrio
Berrio je priimek več oseb:    
- ALejandro Berrio, kolumbijski boksar
- Valentín Faustino Berrio Ochoa, apostolski sovikar in svetnik